# 日星化工
日清化工，台灣企業，總部位於台北市承德路。其唯一產品為清潔劑沙拉脫。創辦人為謝清雲。

## 歷史
1965年，謝清雲與日本三詩達公司合作，創立日清化工。
在謝清雲過世後，由其子謝修治接手經營。

## 爭議事件
2008年，台北縣衛生局抽檢產品沙拉脫，壬基苯酚類的界面活性劑超量44倍。在改善配方後重新上市。

## 外部連結
- 日星化工官網 （页面存档备份，存于）